# Neihaischen
Neihaischen är en ort i Luxemburg.   Den ligger i distriktet Luxemburg, i den centrala delen av landet, 8 km öster om huvudstaden Luxemburg. Neihaischen ligger 333 meter över havet och antalet invånare är 239.
Terrängen runt Neihaischen är huvudsakligen platt, men åt nordväst är den kuperad.  Runt Neihaischen är det ganska tätbefolkat, med 86 invånare per kvadratkilometer.. Närmaste större samhälle är Luxemburg, 8,0 km väster om Neihaischen. 
Omgivningarna runt Neihaischen är en mosaik av jordbruksmark och naturlig växtlighet.